# Царство Личчхавов
Царство Личчхавов (санскр. लिछवि, IAST: Licchavi) — раннефеодальное государство в Непале, существовавшее с 400 по 750 год в долине Катманду. Династия ведёт начало из Индии, штат Бихар; столицей был город Вайшали. Государство существовало в поздневедическую эпоху, и использовало индоарийскую религиозно-политическую систему, в том числе североиндийские касты. В этом же пространстве появились буддизм и джайнизм.
Личчхавы входили в конфедерацию из восьми племён, обитающих вдоль рек Гандак и Коси. В этот союз входили также племена Видеха, Малла и Шакья (буддийская аристократия). Род Личчхавов был скреплён династийным браком с царём Магадхи Бимбисарой. Царь Аджатасатту, сын Бимбисары 494—462 до н. э.) около. 468 г. до н. э. победил конфедерацию после 15-летней войны, посеяв смуту среди Личчхавов и применив тяжёлые катапульты у стен Вайшали. Описание этих событий в буддийских и джайнийских источниках противоречиво.
Позднее Личчхавы утратили своё значение, однако сохранились на севере штата Бихар. В 320 году принцесса Личчхавов участвовала в установлении династии Гупта.
Неясно, когда (около 200 года?) ряд семей Личчхавов переместился в Катманду и захватил власть в Непале. Период владычества Личчхавов характеризуется историками как золотой век культурного подъёма и социальной гармонии.

## Упоминания
Считается, что клан Личчхавов захватил власть в Непале после того, как нанес поражение последнему царю Кирата Гасти. В палийском каноне имеется немало упоминаний о Личчхавах в различных контекстах, имеется также сочинение Личчхави-сутта, упоминания есть также а Ратана-сутте и в четвёртой части Петаваттху.
Самая ранняя запись царства Личчхавов — надпись царя Манадевы I от 464 года с перечнем трёх предыдущих правителей. Эта надпись позволяет отождествить начало династии с концом IV века.

## Правление
Во главе государства стоял махараджа. которому помогал премьер-министр, управляющий в частности военным и другими миностерствами.
Аристократы (саманта) обладали собственной территорией и милицией, но подчинялись двору.
В период между 605 и 641 годом премьер-министр Амсуварман захватил трон.
У населения взимались налоги на землю, был также призыв на общественные работы (вишти) для правительства. Местная администрация держалась на деревенских старостах и благородных фамилиях.

## Экономика
Сельское хозяйство в первую очередь включало в себя рисоводство и производство других видов зерна. Земля принадлежала королевской семье, аристократии, храмам и браминам. Очень важно было поддерживать торговлю, так как Непал находился на торговых дорогах между Тибетом и Индией.

## География
Долина Катманду была плотно заселена, на восток до городе Банепа, а на запад до Итстинга, на северо-запад до Придхбинараяна.
В эту эпоху была воздвигнута ступа Боднатх. Город Бхагдаон (на месте Бхактапура) тогда был небольшим поселением на торговом пути.
Ступа Чабахил также была построена во время династии Личчхавов.
В Деопатане был построен храм Шивы.
В Хадигаоне был построен храм Вишну.
На территории Катманду находились две деревни Колиграма и Дакшинаколиграма, через которые проходил главный торговый тракт.
Патан назывался Яла . Это пожалуй был самый старый город в Непале, хотя мало сооружений осталось с того периода.
В Сваямбунатхе также находилась буддийская ступа.

## Правители
Список царей имеется из источника Тамот & Алсоп, и даёт хронологию весьма приблизительно, даты могут быть очень неточными. Список отсчитывается от Манудева, царя клана Личчхавов времён конфедерации, который смог завладеть Амрапали, увидев её танец в столице Вайшали. Полной и надёжной хронологии этого периода не имеется.
- 185 Джаяварма (также Джаядева I)
- Васураджа (также Васудатта Варма)
- ок. 400 Врсадева[англ.] (также Вишвадева)
- ок. 425 Шанкарадева I
- ок. 450 Дхармадева
- 464—505 Манадева I
- 505—506 Махидева
- 506—532 Васантадева
- Манудева
- 538 Ваманадева (также Вардхаманадева)
- 545 Рамадева
- Амарадева
- Гунакамадева
- 560—565 Ганадева
- 567 — ок. 590 Бхаумагупта (также Бхумигупта; возможно, не был царём)
- 567—573 Гангадева
- 575/576 Манадева II
- 590—604 Шивадева I[англ.]
- 605—621 Амсуварман
- 621 Удайдева[англ.]
- 624—625 Дхрувадева[англ.]
- 631—633 Бхимарджунадева[англ.], Джишнугупта
- 635 Вишнугупта — Джишнугупта
- 640—641 Бхимарджунадева / Вишнугупта
- 643—679 Нарендрадева[англ.]
- 694—705 Шивадева II[англ.]
- 713—733 Джаядева II[англ.]
- 748—749 Шанкарадева II
- 756 Манадева III
- 826 Балираджа
- 847 Баладева
- 877 Манадева IV